# اف‌ای‌بی ۹۰۰۰
اف‌ای‌بی ۹۰۰۰ یک بمب هوایی فوق‌العاده سنگین و ویرانگر است که توسط اتحاد جماهیر شوروی ساخته شده است.

## نامگذاری
اف ای بی (FAB) مخفف Fugasnaya Aviazionnaja Bomb (بمب هوایی انفجاری) و ۹۰۰۰ وزن بمب بر حسب کیلوگرم است. این بمب یکی از سنگین‌ترین بمب‌های نیروی هوایی شوروی و نیروی هوافضای روسیه و جهان است.

## تاریخچه
این بمب در اوایل سال ۱۹۵۰ با نام رسمی (FAB-9000) (به روسی: ФАБ-۹۰۰۰) ساخته شد و در سال ۱۹۵۴ نسخه اصلاح شده آن نیز با نام رسمی (FAB-9000 M54) ساخته شد که البته از نظر قدرت تخریب و ظاهر تفاوت چندانی با نسخه قبلی نداشت و بیشتر تفاوت‌هایش فنی بود.

## ویژگی‌ها
این بمب دارای شکل بدنه استوانه‌ای و کشیده، با مقطع دایره‌ای و نوک اوژیوال است.
سر بمب به عنوان یک سر ضد ریکوشت طراحی شده است تا از سر خوردن روی سطح زمین جلوگیری کند.
قطر بدنه به سمت دم بمب کاهش می‌یابد.
در قسمت عقب هشت بال تثبیت کننده وجود دارد که توسط یک (بال جعبه) به اطراف آن وصل شده است.
طول بال‌ها ۱۵۰۴ میلی‌متر است. بدنه بمب از فولاد جوشی ساخته شده و با ۴۲۹۷ کیلوگرم تی ان تی پر شده است.
چاشنی ضربه در نوک بمب قرار دارد و عموماً با چاشنی‌های WDW-1 یا WDW-2 (فیوز تماسی) مسلح می‌شود.
فیوز تأخیری AW-139 نیز در قسمت عقب تعبیه شده و در صورت لزوم قابل استفاده است.
قفل‌های بمب برای اتصال به هواپیما ۱۰۰۰ میلی‌متر از هم فاصله دارند.

## قدت تخریب
این بمب را می‌توان از ارتفاع ۱۶۰۰۰ متری و با حداکثر سرعت ۱۲۰۰ کیلومتر در ساعت پرتاب کرد. هنگامی که اف ای بی ۹۰۰۰ منفجر می‌شود، موج انفجاری ایجاد می‌کند که ساختمان‌های معمولی را در شعاع ۶۵ تا ۷۵ متری به‌طور کامل تخریب می‌کند. آسیب شدید به سازه‌های ساختمانی در شعاع ۱۰۰ متری وارد می‌کند. موج فشار می‌تواند در فاصله ۲۰۰ متری برای هر انسانی کشنده باشد. قطعات پرتاب شده بمب می‌تواند تا فاصله ۱ کیلومتری باعث آسیب شود.

## کاربرد فیوز تأخیری بمب
اگر اف ای بی ۹۰۰۰ با فیوز تأخیری از ارتفاع زیاد پرتاب شود، تا عمق ۱۲ متری به داخل زمین نفوذ می‌کند و در آنجا با تشکیل دهانه شدید منفجر می‌شود و بعد از انفجار گودال عظیمی در سطح زمین ایجاد می‌کند.